# Dubnica (gmina Svilajnac)
Dubnica (cyr. Дубница) – wieś w Serbii, w okręgu pomorawskim, w gminie Svilajnac. W 2011 roku liczyła 504 mieszkańców.